# Endromopoda producta
Endromopoda producta là một loài tò vò trong họ Ichneumonidae.